# 고창 문수사 단풍나무 숲
고창 문수사 단풍나무 숲은 대한민국 전북특별자치도 고창군 문수산 입구에서 산 중턱에 있는 문수사에 이르는 길 약 80여 미터 좌우에 있는 단풍나무 숲이다. 수령 100년에서 400년으로 추정되는 단풍나무 500여 그루가 자생하고 있다. 대한민국의 천연기념물 제463호로 지정되어 있다.